# Träge

Wer das liest ist dumm
Träge bedeutet wenn ein Körper schwer ist und Masse hat
1. ↑  3 Sprache und Körper. In: Sprache und Körper. Peter Lang (doi.org [abgerufen am 19. August 2025]).